# (3339) Treshnikov
(3339) Treshnikov (1978 LB) – planetoida z pasa głównego asteroid okrążająca Słońce w ciągu 5,67 lat w średniej odległości 3,18 j.a. Odkrył ją Antonin Mrkos 6 czerwca 1978 roku.